# Чёртов камень (Пирукиви)
Пирукиви (фин. Pirukivi — чёртов камень) — мегалит, находится во Всеволожском районе Ленинградской области, между населёнными пунктами Токсово и Хиттолово. Это валун ледникового происхождения с плоской вершиной, лежащий на склоне холма, обращённом в сторону озера Кавголовского. Камень имеет размеры 2,5×1,5×1 м, сторона, обращенная к водоему, отвесная. Такая ступенчатая структура характерна для многих культовых камней. По информации краеведа А. Крюкова, в 1980-х годах место, в котором находится валун, имело название Чёртова Пирушка. Камень ассоциируется с образом чёрта; название местности Хиттолово на русский переводится как «Чёртово». Камень принадлежит к типу седельных культовых камней, имеющих топонимическую привязку и мифологическую составляющую, соответствующую преданиям прибалтийских финно-угров.

## Легенды, связанные с валуном Чёртов камень
По преданию, в древности на этом валуне сидел чёрт и соблазнял проходящих и проезжающих здесь людей. Чёрт исполнял желания людей, но счастья это им не приносило. На дороге, проходящей у холма, время от времени люди видели чёрта в образе всадника, движущегося по дороге медленно, словно объезжающего свои владения. Чёрт был в человеческом образе, «только большой и страшный». Человека, оказавшегося на его пути, ждало несчастье, люди предпочитали бежать от него.